# أبراهام كوك
أبراهام كوك (1865م-1935م) كان حاخام يهودي أورثوذوكسي ولد في لاتفيا. وهو من أهم مفكري الصهيونية وأول حاخام أكبر لليهود الأشكناز في إسرائيل ، شغل الحاخام كوك منصب الحاخامية في لاتفيا حتى هاجر إلى إسرائيل عام 1904 واستقر فيها. وتتلخص سيرة حياته ونشاطاته القومية الدينية في محاولة تقريب الصهيونية إلى المتدينين وهو من طلائعة الحركة الاستيطانية الصهيونية المدعوة بالصهيونية الدينية.
كان كوك يعتقد أن جيل المستوطنين الصهاينة في إسرائيل هو الجيل الذي تتحدث النبوءات في التوراة عنه وأنه هو الذي ينتمي إلي عصر الماشيَّح، وأن الرواد رغم أنهم علمانيين إلا أنهم ينفذون تعاليم الدين باستيطانهم الأراضي في إسرائيل. وبذلك لمع اسمه بين الصهيونيين المتدينيين ومن ناحية أخرى، عارضه بشدة جزء من المستوطنين الصهيونيين الاوائل(اليشوف).

## أصله
هو لاتفيّ الأصل، ولد 7 أيلول عام 1865م في بلدة جريفا في منطقة فيتبسك في الإمبراطورية الروسية (الآن جزء من مدينة داوجافبيلس في لاتفيا) لبيريل زالتا (سابقا بيلمان)، والحاخام شلومو زلمان كوك (ابن شقيق الحاخام مردخاي جيمبل يافي)، خريج مدرسة فولوزين الدينية الليتوانية ورئيسها التنفيذي التي كانت فعالة في لاتيفيا في سنوات ال1800م.

## كتبه
كتب كوك العديد من الكتب، نشر بعضها بنفسه؛ ومع ذلك، تم نشر معظمها بعد وفاته بعد أن تم جمع الكتب وتحريرها بشكل رئيسي من قبل ابنه الحاخام تسفي يهودا كوك وتلميذه الحاخام ديفيد كوهين. كتاباته الأكثر استخدامًا ودراسةً هي: شابات هآرتس، أماري هراي، أغروت هراي، أولات رايا، عين آية، أوروت، أوروت كوديش، أوروت هاتوراه، وأوروت تشوفا.

وقد ورد التالي في مكتوباته ثمانية ملفات، الجزء الثاني ما كتبه فيما يتعلق بآرائه حول المسيحية وغيرها من الديانات : 
في صغري، كنت أشعر بنتانة المرحاض من أماكن الصلاة التابعة للجوييم (غير-اليهود) على الرغم من أنها كانت نظيفة جدًا في الظاهر، وتقع في حديقة من الأشجار المزروعة.

## روابط خارجية
- أبراهام كوك على موقع الموسوعة البريطانية (الإنجليزية)
- أبراهام كوك على موقع ميوزك برينز (الإنجليزية)